# Lijst van gevelstenen in Waterland
Dit is een chronologische, incomplete, lijst van gevelstenen in Waterland. De Noord-Hollandse gemeente Waterland kent een groot aantal oude en nieuwe gevelstenen.
Onder een gevelsteen wordt hier verstaan elk voorwerp dat is ingemetseld in de gevel van een pand in de Nederlandse gemeente Waterland, met een decoratieve functie. Een gevelsteen is bedoeld als herkenningsteken van het pand, doorgaans is het van steen, maar in enkele uitzonderlijke gevallen is het van gips of van hout. In dit overzicht worden driedimensionale gevelbeelden niet meegenomen, deze staan namelijk op de gevel en maken er geen deel van uit.
| Geplaatst | Omschrijving | Kunstenaar         | Adres                       | Plaats             | Materiaal                                       | Afbeelding |
| --------- | --- | ------------------ | --------------------------- | ------------------ | ----------------------------------------------- | ---------- |
| ± 1500    | Tekststeen boven het westelijke portaal van de Grote Kerk: deese doer is ghesticht t eere goed met die gelde dat ghecoeme is va symoe aards zoens doet bidt voer die siel.(vertaald: Deze deur is gesticht ter ere Gods met het geld dat gekomen is van Symon Aards zoons dood bidt voor die ziel)            |                    | Zarken 2                    | Monnickendam       | Ledesteen                                       |            |
| ± 1500    | Wapen van Monnickendam, steen bestaat uit acht delen en de bekroning (gotisch in stijl) is incompleet. De twee schouderstukken zijn reproducties. | onbekend           | Noordeinde 4                | Monnickendam       | steen                                           |            |
| 1567      | Slagerij | Onbekend           | Zuideinde 3                 | Monnickendam       | Onbekend                                        |            |
| ± 1600    | Annunciatie | Onbekend           | Noordeinde 95               | Monnickendam       | Zandsteen                                       |            |
| ± 1614    | Leeuwen-maskers | Onbekend           | Middendam 6                 | Monnickendam       | Zandsteen                                       |            |
| 1620      | Jaartalsteen (replica) gedecoreerd met cartouche, schelp en engelenkopje | Onbekend           | Kerkstraat 32               | Monnickendam       | Onbekend                                        |            |
| 1623      | Jaartalsteen op top van de gevel, onder een pinakel | Onbekend           | Zarken 6                    | Monnickendam       | Onbekend                                        |            |
| 1629      | De kleine walvis | Onbekend           | Zuideinde 8a                | Broek in Waterland | Hout                                            |            |
| ± 1649    | Ynde Melck man | Onbekend           | Noordeinde 79               | Monnickendam       | Zandsteen                                       |            |
| ± 1650    | Elia door de raven gevoed | Onbekend           | Noordeinde 71               | Monnickendam       | Zandsteen                                       |            |
| 1658      | Stadswapen | Onbekend           | Noordeinde 4                | Monnickendam       | Onbekend                                        |            |
| 1681      | Klokgevel met guirlandes onder de verdiepingsramen en festoenen op de randen, oeil-de-boeuf en jaartalsteen met kwabornamenten |                    | Noordeinde 11               | Monnickendam       | Zandsteen                                       |            |
| 1697      | Jaartalsteen in de vorm van een lint (banderolle), gebeeldhouwde omlijsting om ovale ramen, gebogen fronton met schelpvulling en festoenen op de halsgevel. | Onbekend           | Noordeinde 43               | Monnickendam       | Onbekend                                        |            |
| 17e eeuw  | In de bonten os | Onbekend           | Noordeinde 26               | Monnickendam       | steen                                           |            |
| 17e eeuw  | Dit is Uitendam, gerestaureerd in 2000 | Onbekend           | Noordeinde 10               | Monnickendam       | Onbekend                                        |            |
| 1741      | De Bruinvis, in de fries eronder twee (zeep)tonnen | Onbekend           | Noordeinde 21               | Monnickendam       | Zandsteen                                       |            |
| ± 1743    | Wapen van Monnickendam + tekst boven de deur | Onbekend           | Zarken 4                    | Monnickendam       | out                                             |            |
| 1763      | Koopvaardijvlot en naam Het Lanswelvaare, een verwijzing naar de touwslagerij genaamd Het Lanswelvaare (1588-1934). | Onbekend           | Kerkstraat 52               | Monnickendam       | Zandsteen                                       |            |
| ± 1780    | Drie wapens, dat van: Noord-Holland, Monnickendam en Purmerend, bovenin twee stenen ter herinnering aan de restauratie van 1908 |                    | Zarken 21-23                | Monnickendam       | Zandsteen                                       |            |
| 18e-eeuws | Gepolychromeerde gevelsteen met een klein zeilschip en een tekststeen daaronder met de tekst: CORNELES•pIETERS SCHYPPER•ANT•ROER | Onbekend           | Noordeinde 81               | Monnickendam       | Onbekend                                        |            |
| 1840      | Zonnewijzer | Onbekend           | Kerkbuurt 7                 | Marken             | steen                                           |            |
| ± 1880    | Monsterkop afkomstig van het Centraal Theater aan de Amstelstraat in Amsterdam | Onbekend           | Noordeinde 59               | Monnickendam       | Tufsteen                                        |            |
| ± 1880    | Jugenstil kopjes afkomstig van een pand aan de Herengracht in Amsterdam | Ed Kuijpers        | Noordeinde 59               | Monnickendam       | Zandsteen                                       |            |
| 1886      | Hoofd van een jongen, Jan Nieuwenhuyzen en een meisje. Het pand werd gebouwd als Jan Nieuwenhuijzen Nutskleuterschool | Onbekend           | Noordeinde 13               | Monnickendam       | Composietmortel                                 |            |
| voor 1900 | Maria boodschap |                    | Achterzijde Weezenland 18   | Monnickendam       | steen                                           |            |
| 1907      | Naamsteen: Hulpbetoon, naam van een organisatie dat als doel had om via werkverschaffing armoede en bedelarij te voorkomen. |                    | Kermergracht 6              | Monnickendam       | Beton                                           |            |
| 1908      | Wapen Waterlandshuis | Louis J. Vreugde   | Zarken 21-23                | Monnickendam       | Zandsteen                                       |            |
| 1932      | In die bonte koe | Onbekend           | Haven 1                     | Monnickendam       | Zandsteen                                       |            |
| 1932      | Wapen van het Hoogheemraadschap van de Uitwaterende Sluizen in Kennemerland en West-Friesland | Onbekend           | Grafelijkheidssluis         | Monnickendam       | Onbekend                                        |            |
| 1947      | Voor moffenkracht en menschenjacht vonden hier vijf een schuilverblijf | Onbekend           | Kerkstraat 12               | Monnickendam       | Gewapend beton(origineel)Portlandsteen(replica) |            |
| 1960      | Moderne gevelsteen: de vier elementen (bovenste), boekenstal (onderste) | Onbekend           | Noordeinde 97               | Monnickendam       | Onbekend                                        |            |
| 1973      | Jaartalstenen: 19, anno en 73 | Onbekend           | Noordeinde 29               | Monnickendam       | Onbekend                                        |            |
| 1979      | Haan met tekst: In d'Haan | Onbekend           | Dorpsstraat 64              | Ilpendam           | onbekend                                        |            |
| 1979      | Siamese kat | Annie de Groot     | Noordeinde 44               | Monnickendam       | Aluminium cement                                |            |
| 1980      | De kater op fluweel | Hans 't Mannetje   | Fluwelenburgwal 14          | Monnickendam       | steen                                           |            |
| 2000      | Kleren maken de man | Jan Hilbers        | Kerkstraat 36               | Monnickendam       | Kalksteen                                       |            |
| 2000      | De gouden hand, met initialen van vrienden en dierbaren van de kunstenaar, verwijzing naar Jesaja 49 vers 16 en jaartal 2000 in de hoeken | Herman van Elteren | Kerkstraat 54               | Monnickendam       | Kalksteen                                       |            |
| 2001      | De rode haan, met initialen van gezinsleden Martis | Herman van Elteren | Noordeinde 29               | Monnickendam       | Kalksteen                                       |            |
| 2002      | Op 't Doelenpadt | Herman van Elteren | Lindengracht 10             | Monnickendam       | Kalksteen                                       |            |
| 2002      | Vuurtoren met opschrift: Anno 2002 | onbekend           | De Duikjes 4                | Marken             | tegel                                           |            |
| 2002      | 't Knooppunt MCCM | Herman van Elteren | Roozendaal 6                | Monnickendam       | Kalksteen                                       |            |
| 2003      | De tijd vliegt | onbekend           | 't Zand 6                   | Monnickendam       | steen                                           |            |
| 2004      | De Schutsengel | Herman van Elteren | Fluwelenburgwal 4           | Monnickendam       | steen                                           |            |
| 2005      | Menoraboom met afgebroken takken met jaartallen 5702 en 1942 | Onbekend           | Noordeinde 16               | Monnickendam       | Onbekend                                        |            |
| 2010      | Pieter Florisz, geplaatst ter herinnering aan 655 jaar stadsrechten | Herman van Elteren | hoek Zuideind/Gooische Kade | Monnickendam       |                                                 |            |
| 2011      | Een rosmolen | Onbekend           |                             | Monnickendam       | Onbekend                                        |            |
| 2014      | Golven inde Tijd | Hans Klok          | Zuideinde 33                | Monnickendam       | Frans kalksteen                                 |            |
| 21e eeuw  | Zoutzieders | Onbekend           | 't Prooyen 3b               | Monnickendam       | Onbekend                                        |            |
| 21e eeuw  | Twee vissen | Onbekend           | 't Prooyen 3b               | Monnickendam       | Onbekend                                        |            |
| 20e eeuw  | De Gekroonde Tekkel | Onbekend           | Kerkplein 9                 | Broek in Waterland | onbekend                                        |            |
| onbekend  | Jonas in de Walvis | Onbekend           | Zuideinde 8                 | Broek in Waterland | hout                                            |            |
|           | Rozenstruik | Onbekend           | Kerkplein 13                | Broek in Waterland | onbekend                                        |            |
|           | Twee bruinvissen en een opgaande zon | Onbekend           | Zarken 25                   | Monnickendam       | Grove kalksteen of tufsteen                     |            |
| Onbekend  | In de Dolfyn, Claes Sijmonsz. Dolphijns woonde in 1632 op dit adres, maar een eerste vermelding van de gevelsteen is uit 1716. De steen heeft aanzienlijke tijd in de achtergevel gezeten, waardoor deze nog als nieuw oogt. Kleur is omstreeks 2000 gereconstrueerd aan de hand van aangetroffen verfresten. | Onbekend           | Noordeinde 34               | Monnickendam       | Onbekend                                        |            |
|           | Elias en de raven | Onbekend           | Noordeinde 71               | Monnickendam       | Onbekend                                        |            |